# Portugalscy posłowie do Parlamentu Europejskiego 1989–1994
Portugalscy posłowie III kadencji do Parlamentu Europejskiego zostali wybrani w wyborach przeprowadzonych 18 czerwca 1989.

## Lista posłów
Wybrani z listy Partii Socjaldemokratycznej
- Rui Amaral
- António Capucho
- Carlos Coelho, poseł do PE od 11 stycznia 1994
- Vasco Garcia
- António Marques Mendes
- José Mendes Bota
- Carlos Pimenta
- Manuel Porto
- Margarida Salema

Wybrani z listy Partii Socjalistycznej
- José Apolinário, poseł do PE od 25 stycznia 1993
- María Belo
- Pedro Canavarro
- António Coimbra Martins
- João Cravinho
- Artur da Cunha Oliveira
- Luís Marinho
- José Manuel Torres Couto

Wybrani z listy Unitarnej Koalicji Demokratycznej)
- José Barata-Moura, poseł do PE od 27 października 1993
- Joaquim Miranda
- Sérgio Ribeiro, poseł do PE od 22 października 1990
- Maria Amélia Santos

Wybrani z listy Centrum Demokratycznego i Społecznego
- Luís Filipe Pais Beirôco
- José Vicente Carvalho Cardoso
- Francisco Lucas Pires

Byli posłowie III kadencji do PE
- José Barros Moura (CDU), do 18 grudnia 1991
- Rogério Brito (CDU), od 19 grudnia 1991 do 26 października 1993
- Carlos Carvalhas (CDU), do 21 października 1990
- Fernando Gomes (PS), do 24 stycznia 1993
- Virgílio Pereira (PSD), do 10 stycznia 1994